# Aztec Century
Aztec Century este un roman științifico-fantastic din 1993 scris de autorul britanic Christopher Evans. În 1994, Aztec Century a câștigat Premiul BSFA pentru cel mai bun roman.

## Prezentare
Publicat prima dată în 1993 de editura Victor Gollancz, este un roman de istorie alternativă, în care Imperiul Aztec cucerește Marea Britanie. În această lume, Cortez a schimbat tabăra la începutul erei Conchistadorilor la începutul secolului al XVI-lea, ceea ce a dus la respingerea invaziei spaniole și a ocupației Americii Centrale. Datorită conducerii centrale foarte puternice, Imperiul Aztec a devenit o putere globală tehnologică sofisticată în secolul al XX-lea (alternativ).

## Rezumat
De-a lungul romanului, sunt prezentate diferențele din acestă cronologie față de cea din realitatea noastră, deși adesea din perspectiva oficialilor azteci. Imperiul Aztec adoptă creștinismul în secolul al XVII-lea; o alianță anglo-franceză condusă de Napoleon, de Ducele de Wellington și de Andrew Jackson oprește temporar ambițiile aztece în America de Nord cu o victorie la New Orleans în 1815. Despre India și Africa de Sud se afirmă că au salutat  preluarea țărilor de către azteci datorită urii națiunilor lor față de Imperiul Britanic; despre Regina Victoria se menționează că a fost asasinată în 1893, iar Caraibe a căzut la începutul anilor 1900.
Spre sfârșit, o înțelegere cu Rusia este încălcată atunci când, ca răspuns la utilizarea de către ruși a unei mine nucleare experimentale, aztecii folosesc un laser de pe orbită și distrug orașul Rjev; o analogie cu bombardamentele atomice ale Japoniei la sfârșitul celui de-al doilea război mondial. Rusia se predă în fața unei arme pe care nu o poate contracara. În cele din urmă, ultima rezistență rămasă împotriva guvernării aztece asupra Pământului este eliminată într-un război dintre Imperiu și o alianță a trei state nord-americane: New England, Canada și Confederația Sioux.

## Vezi și
- 1993 în literatură
- 1993 în științifico-fantastic

Format:Christopher Evans